# Покотило, Анна Ивановна
Анна Ивановна Покотило (1938 — ?) — украинская советская хозяйственная деятельница, станочница паркетного цеха Буштинского лесокомбината Тячевского района Закарпатской области. Депутат Верховного Совета СССР 7-го созыва.

## Биография
Образование неполное среднее. Член ВЛКСМ.
С 1954 года — работница, помощница станочницы, станочница паркетного цеха Буштинского лесокомбината села Вонигово Тячевского района Закарпатской области.

## Награды
- орден Ленина
- прочие ордена
- медали